# Bazyli Lekapen
Bazyli Lekapen był jednym z najważniejszych urzędników świeckich na dworze cesarskim w Konstantynopolu, w X wieku. Data jego narodzin pozostaje nieznana, zmarł około 985 r. Był nieślubnym synem cesarza Romana Lekapena. W młodości został poddany kastracji. Około 945 roku, mniej więcej w czasie gdy jego ojciec został złożony z tronu i zmuszony do emigracji, Bazyli uzyskał wysoką godność parakoimomenosa z rąk cesarza Konstantyna VII. Utrzymywał się na szczycie bizantyjskiej administracji za rządów Romana II, Nicefora II i Jana I Tzimiskesa. 
Jako wysoko postawiony urzędnik zgromadził olbrzymią fortunę na którą składały się nie tylko pieniądze ale także posiadłości ziemskie. Prawdopodobnie jego bogactwo i znaczenie doprowadziło do konfliktu z Janem Tzimiskesem na krótko przed śmiercią cesarza. Istnieją nawet podejrzenia że to Bazyli otruł Tzimiskesa, chcąc w ten sposób zabezpieczyć się przed utratą swoich bogactw i posiadłości. 
Bazyli utrzymywał swój urząd aż do rządów cesarza Bazylego II, ale w 985 roku młody władca, chcący prowadzić samodzielną politykę po latach regencji, oskarżył go o sprzyjanie buntownikowi, Bardasowi Fokasowi. Bazyli został pozbawiony urzędów i zaszczytów a jego majątek został skonfiskowany. Sam Lekapen został skazany na wygnanie, na którym szybko zmarł.